# Кауниц, Венцель Антон
Граф, затем князь Венцель Антон Доминик Кауниц-Ритберг (нем. Wenzel Anton Graf Kaunitz, 2 февраля 1711 — 27 июня 1794) — австрийский государственный деятель из рода Кауницев, ведавший внешними сношениями Габсбургской монархии с 1753 по 1792 годы. Инициатор Дипломатической революции. За успешное для императрицы Марии Терезии окончание Семилетней войны в 1764 году был возведён в князья (фюрсты).

## Биография
Венцеслав Кауниц родился 2 февраля 1711 года в Вене. Детство провёл в замке Аустерлиц в Моравии. Его мать была дочерью и наследницей последнего графа Ритберга из фризского дома Кирксена. Как младший сын в графской семье из 19 детей, предназначался сначала для духовного звания. Однако из всех его братьев только один дожил до зрелого возраста, но и он умер холостым. Ввиду этого именно Венцеслав стал наследником всего, что было накоплено многими поколениями его предков.
В 1742 году послан в Турин с поручением теснее скрепить оборонительный союз Австрии с Сардинией и Англией против Франции и Испании. В 1744 году назначен министром при дворе генерал-губернатора Австрийских Нидерландов, герцога Карла Лотарингского. В 1748 году присутствовал на мирном конгрессе в Ахене, где положил начало своей репутации выдающегося дипломата.

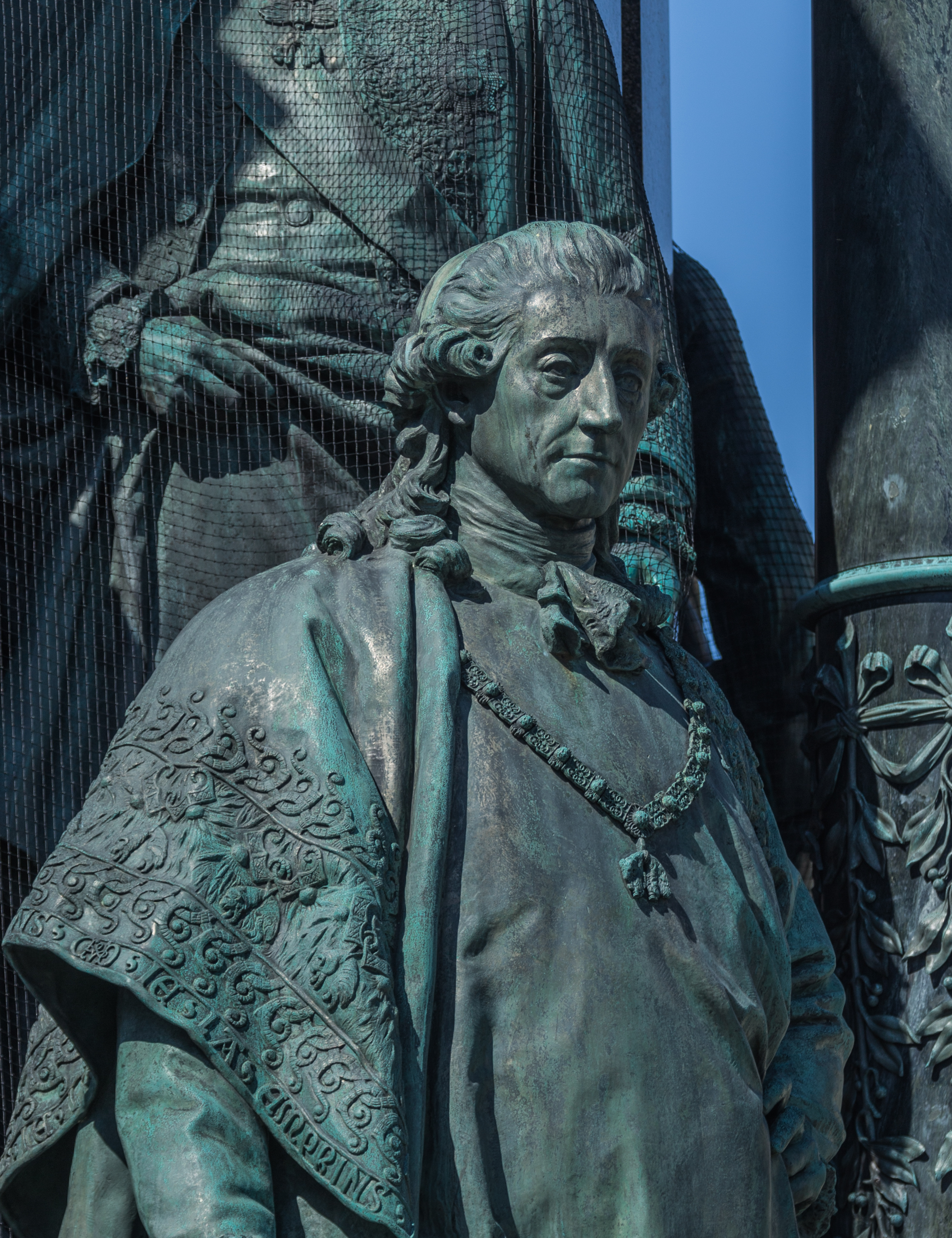
Памятник Кауницу на монументе Марии Терезии

Назначенный после Аахенского мира государственным конференц-министром, он в пространной памятной записке высказался за союз между Австрией и её давнишним врагом, Францией, на что, однако, не согласилась в то время императрица Мария Терезия. Будучи послом во Франции (1750-53), он также не добился этой цели. В 1753 году к нему, как государственному канцлеру, от Бартенштейна перешло управление внешней политикой. Только после этого ему в 1756 году удалось осуществить союз с Францией и обширную коалицию против Фридриха Великого. Главной целью его политики было при содействии Франции и России подавить возрастающее военное могущество Пруссии. Это ему не удалось, но при разделе Польши он доставил Австрии Галицию, а затем увеличил австрийские владения присоединением Буковины и Иннского округа.
На внутреннюю политику Кауниц также имел большое влияние, причём, как приверженец Просвещения, содействовал проведению реформ в самых различных областях государственной жизни, особенно при Иосифе II. Не сочувствуя повороту в австрийской политике, начавшемуся с восшествием на престол императора Франца II, он в 1792 году подал в отставку.
Был известен как покровитель наук и искусств и сам обладал значительным художественным собранием. Женат был на внучке фельдмаршала Штаремберга, а его собственная внучка Мария Элеонора была женой канцлера Меттерниха. Его внук Алоиз Вацлав (1774—1848) имел детей только женского пола. Со смертью этого внука род Кауниц-Ритберг пресекся.